# Стрелецкая волость (Севский уезд)
Стреле́цкая волость — административно-территориальная единица в составе Севского уезда.
Административный центр — Стрелецкая слобода города Севска (ныне деревня в составе Севского района).

## История
Волость была образована в ходе реформы 1861 года и объединяла пригородные населённые пункты вокруг города Севска.
В 1880-е годы её территория была расширена за счёт упразднённой Доброводской волости.
В мае 1924 года, при укрупнении волостей, Стрелецкая волость была упразднена, а её территория включена в состав Севской волости.
Ныне территория бывшей Стрелецкой волости входит в Севский район Брянской области.

## Административное деление
В 1920 году в состав Стрелецкой волости входили следующие сельсоветы: Александровский, Залипаевский, Кривцовский, Марицкий, Новоямской, Семёновский, Стрелецкий, Шведчиковский, Юрасовский, Юшинский.